# Hörður Áskelsson
Hörður Áskelsson (* 19. Juli 1953 in Akureyri) ist ein isländischer Organist und Chorleiter.
Hörður Áskelsson studierte in Akureyri und Reykjavík Musik. Von 1976 bis 1981 studierte er an der Robert Schumann Hochschule in Düsseldorf, unter anderem bei Konrad Voppel, Hans-Dieter Möller, Almut Rössler und Hartmut Schmidt. 1981 legte er sein A-Examen mit Auszeichnung ab. Bevor er nach Island zurückkehrte, versah er für ein Jahr den Dienst als Organist an der Neanderkirche in Düsseldorf. Von 1982 bis 2021 war er Organist und Kantor der Hallgrímskirkja. 1987 gründete er ein Festival für geistliche Musik. 1996 folgte die Gründung des Kammerchores Schola cantorum Reykjavicensis. Mit seinen Chören gewann er Preise in Cork (1996), Noyon (1998) und Gorizia (2002). Seine Interpretationen wurden durch Aufnahmen von Rundfunk und Fernsehen dokumentiert.
Hörður Áskelsson lehrt Orgel und Chorleitung an der Musikschule der Staatskirche Islands. Zudem lehrt er als Dozent an der Theologischen Fakultät der Universität Islands. 2002 wurde er mit dem Isländischen Musikpreis ausgezeichnet. 2004 erhielt er das Ritterkreuz des isländischen Falkenordens.

## Tondokumente
- Maurice Duruflé: Requiem Opus 9. Hallgrímskirkja Motet Choir.
- Hafliði Hallgrímsson: Passía Opus 28. Hallgrímskirkja Motet Choir.
- listvinafelag.is